# Tackermühle

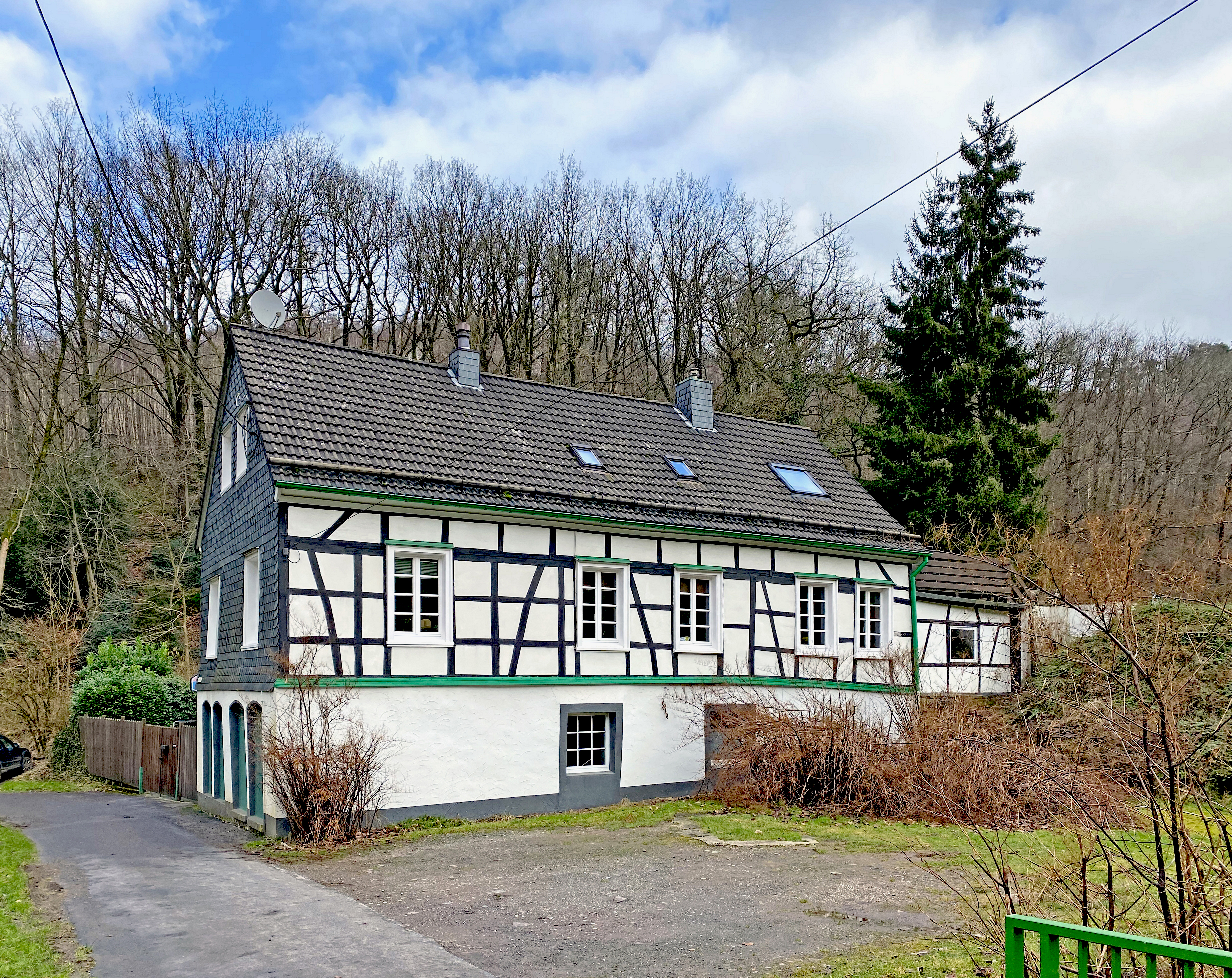
Tackermühle 2

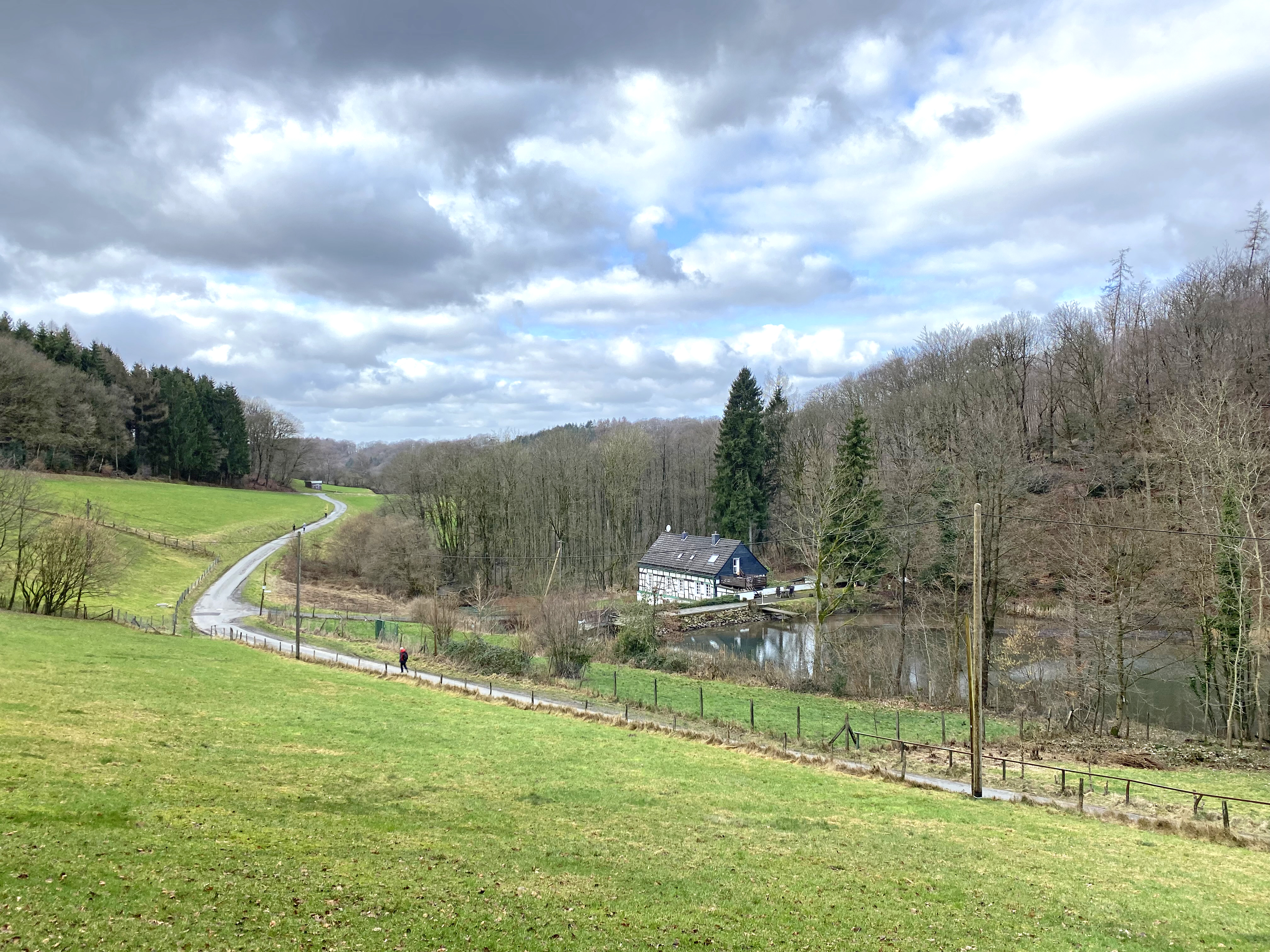
Tackermühle mit Weg zur Hermannsmühle

Die Tackermühle ist eine Hofschaft im Remscheider Stadtbezirk Lennep. Sie liegt zwischen Lennep und Hermannsmühle.

## Geschichte
Die Hofschaft Tackermühle wurde einst von den Bauern des freiadeligen Dorfes Lüttringhausen als Fruchtmühle genutzt und ist als Heintzenmühle erstmals 1487 urkundlich erwähnt. Den jetzigen Namen hinterließ die Familie Tacke aus Kotthausen, welche die Mühle ab 1651 besaß. Im Jahre 1683 wurde ein Getreidehändler Tacke zu Tackermühle genannt und 1710 dessen Sohn als Eigentümer angegeben.
Um 1819 wurde die Fruchtmühle von Ferdinand Moll in einen Textilbetrieb umgewandelt. Am 3. Februar 1836 wurde zwischen P. M. Wirths (spätere Wülfingfabrik) und Frau Moll als Inhaberin der Fabrikanlage zu Tackermühle eine Vereinbarung getroffen, in der dem P. M. Wirths eingeräumt wird, den Endringhauser Bach mittels Anlegen eines Teiches und einer Rinne hinter dem Hause des Clevinghaus her zu seiner oberen Fabrikanlage zu nutzen. 1828 wechselte mit Ferdinand Moll der Besitzer. Im Urkataster ist zu lesen: „Spinnerei mit oberschlächtigem Wasserrad.“ Weil aber das Wasser oft zum täglichen Gebrauch nicht ausreichte, hat man eine „Rossmühle“ oder Göpel benutzt: Die Pferde liefen im Kreis und trieben mit Muskelkraft die Transmissionen an. 1853 wurde die Tackermühle von Sigismund Schürmann als Tuchfabrik betrieben. Sie arbeitete mit Dampfkessel und wurde auch 1862 „Tuchfabrik am Walkbach“ von Sigismund Schürmann aufgeführt.
Tackermühle gehörte früher zu den Lenneper Außenbürgerschaften. Plattdeutsch nennt man die Hofschaft „Tackenmüöhl“.
Der Teich wurde 1925 und danach sehr verkleinert, jedoch noch zum Kahnfahren benutzt. Er hat heute nur noch höchstens ein Drittel seines ehemaligen Volumens.

## Geographie
Eine Reihe schmaler Durchgangswege verbindet Stursberg I und Hermannsmühle mit der Tackermühle und Lennep. Der Lüttringhauser Bach fließt durch die Hofschaft. Wanderwege zweigen in verschiedene Richtungen – u. a. nach Lüttringhausen, Sirachskotten, Nüdelshalbach und zum Hohenhagen – ab.